# Louis Royer (résistant)
 (octobre 2016).
Si vous disposez d'ouvrages ou d'articles de référence ou si vous connaissez des sites web de qualité traitant du thème abordé ici, merci de compléter l'article en donnant les références utiles à sa vérifiabilité et en les liant à la section « Notes et références ».
Pour les articles homonymes, voir Louis Royer et Royer.
Louis Royer, né le 20 juillet 1897 à Vivoin (Sarthe) et mort en déportation le 30 avril 1945, est un résistant français et un militant de Combat Zone nord.

## Biographie
Chef d'équipe aux usines aéronautiques Caudron d'Issy-les-Moulineaux, il est contacté par Louis Durand et Charles Le Gualès de la Villeneuve. Ayant accepté de diffuser des journaux clandestins dans l'établissement, il recrute Marcel Florein.
Arrêté le 10 février 1942 par la Geheime Feldpolizei, il est emprisonné à Paris, puis déporté à la prison de Sarrebruck, en vertu du décret Nacht und Nebel. Le 15 octobre 1943, il est condamné à 5 ans de travaux forcés par le 2e sénat du Volksgerichtshof.
Le 30 avril 1945, il meurt d'épuisement à la prison de Reichenberg, dans les Sudètes (aujourd'hui Liberec, en Tchéquie).

## Distinctions
- Officier au titre des Forces françaises combattantes
- Chevalier de la Légion d'Honneur
- Médaille de la Résistance française